# 佳佳 (大熊貓)
佳佳（粵拼：gaai1 gaai1，1978年7月28日－2016年10月16日），首批香港大熊貓之一，雌性。生於邛崃山脈野外，1999年與雄性大熊貓安安定居香港海洋公園以慶祝「順利實踐一國兩制」，2016年殁。

## 生平

### 早年
1978年7月28日生於邛崃山脈野外，1980年在青川縣被發現，送至卧龍自然保護區。5次懷孕，產下6名子女，1名夭折 。

### 香港交接
1999年3月11日（21.5歲，相當人類64.5歲）定居香港海洋公園，在香港國際機場的交接儀式由中國林業局副局長李育才与香港民政局局長藍鴻震締約。經過境外生物檢疫期，5月17日公開露面，新建的海洋公園熊貓館同一天由主管外貿的中國國務委員吳儀揭幕。
2008年汶川大地震令佳佳的的童年故鄉臥龍（屬汶川縣）受重創，但國務院在「一省援建一個重災县」名單上遺漏了卧龙，臥龍遂向時任香港發展局局長林鄭月娥求救。因卧龍送出佳佳等4頭香港大熊貓的合作關係，香港援建了14億（援助詳情和四川的答謝參見香港大熊貓§援建四川）。佳佳乃因「順利實踐一國兩制」、「中華人民共和國建國50周年」而送出的；而香港援建卧龍八年，香港堅持用國際規範的工程管理杜絕豆腐渣工程，處處受阻，據香港發展局總結是「四川重建是在內地講一國兩制」。

### 身心健康
雖然與雄性的安安（1986-2022）一同於1999年定居香港，但安安比佳佳年輕8歲（相當於人類年輕24歲），「老婆婆」佳佳和「中年男性」安安這對組合關係生疏，更非情侶，只能分開圈養，從未同場出現。体重80－88公斤，身长151厘米。每天吃约10到15公斤廣東竹子（因挑食，實際要準備30公斤）。佳佳個性文靜、和藹可親、母性強。海洋公園不時舉辦熊貓親近活動。

### 死亡
2015年金氏世界紀錄認證「最長壽圈養大熊貓」（不分性別）。晚年的佳佳患有高血壓、白內障及關節炎等多種老年疾病。2016年10月，食慾變差，體重由71公斤跌至約67公斤。同月16日已不能走動，遂安樂死，享年38歲，相當於人類的114歲。
海洋公園旋即在YouTube上載紀念佳佳的影片，並在公園內設置悼念板。而後佳佳的遺體被予以火化，骨灰埋在故居「香港賽馬會四川奇珍館」入口，上栽銀杏樹一棵；其皮毛留作新生熊貓寶寶育幼用。其餘包括頭骨及牙齒在內的骸骨捐贈給香港城市大學動物醫學院，用於教學或研究。

## 相關熊貓
- 香港大熊貓§援建四川
  - 安安、佳佳、盈盈、樂樂

## 外部連結
- YouTube上的海洋公園悼念大熊貓佳佳精彩一生！